# شولا كوهين
شولا كوهين (شولاميت كوهين كشك) (بالعبرية: שולמית קישיק-כהן‏) (1917 - 21 مايو 2017) الملقبة بلؤلؤة الموساد الإسرائيلي لعملها لسنوات في لبنان كجاسوسة لهذا الجهاز . لم تكن جاسوسة عادية، فهي تمكنت في خلال عملها من الوصول إلى مراكز القرار ونسج علاقات مع شخصيات سياسية وأمنية بينها وزراء ونواب إلى أن تم كشف أمرها وسجنها ثم سلمت إلى إسرائيل بعد حرب1967 في إطار عملية تبادل اعتبرت الأولى من نوعها قطعا بين البلدين.

## حياتها
شولا كوهين هي يهودية، تزوجت تاجراً يهوديا لبنانيا ثرياً هو جوزيف كوهين والذي كان يعمل في أحد أقدم أسواق بيروت العتيقة، وقد سكنا وادي أبو جميل أو ما كان يعرف بحي اليهود.
وصفتها الكثير من الروايات المحكية عنها جميلة، سمراء، ذكية، محدثة وتعرف كيف تنسج العلاقات.
كشف أمرها بمحض صدفة وبعد سنوات عدة على عملها كجاسوسة. وقد تم ذلك عندما باشرت الدولة اللبنانية التحقيق في عملية تزوير طوابع بريدية، فتوصلت التحقيقات إلى اسم اللبناني محمود عوض.
وضع عوض تحت المراقبة، فتبين أن له صلات متكررة بسيدة من سكان وادي أبو جميل تدعى شولا كوهين.
وضعت الأجهزة الأمنية هاتف شولا تحت المراقبة فتبين أن اتصالات عوض معها مشفرة مما أثار المزيد من الشكوك.
ثم طورت أجهزة المراقبة بأن تضع جهاز تنصت في المنزل العلوي لمنزلها لتسجيل ما كان يدور من أحاديث بحضور شخصيات سياسية رفيعة.
وبعد أسابيع من المراقبة، داهمت القوى الأمنية منزلها في صيف عام 1961 وألقت القبض عليها وصادرت جهاز إرسال مشفّر كان صلة وصلها مع الموساد الإسرائيلي.

## اعترافات
اعترفت شولا خلال التحقيق بأنها زوّدت الموساد بمعلومات أمنية وسياسية واقتصادية ومالية عن لبنان.
وطلب القضاء العسكري إنزال عقوبة الإعدام بها وقد خُففت العقوبة إلى السجن عشرين عاما، وقد تولت الدفاع عنها شخصيات رفيعة وذلك خشية انكشاف أمرها لأن تلك الشخصيات وبعضها أعضاء في الحكومة، كانت من الذين يترددون عليها في خلال سهرات الكيف التي كانت تقيمها.
بعد الحكم عليها اتصلت الحكومة الإسرائيلية بلجنة مراقبة الهدنة التي تعمل على الحدود بين البلدين منذ عام 1949، وطلبت تدخلها لدى الحكومة اللبنانية للبحث في إطلاق سراح شولا مقابل الإفراج عن عدد من العسكريين أُوقفوا عند الحدود.
ودرس الطلب في الحكومة اللبنانية وأقرت صفقة التبادل فسلمت شولا إلى عناصر لجنة مراقبة الهدنة وتسلم لبنان الجنود فيما يعتبر أول صفقة تبادل بين البلدين.

## تكريم
وقد حظيت شولا فيما بعد بتكريم متكرر من الموساد الإسرائيلي وكبار المسؤولين في إسرائيل مما يشير إلى موقعها في هذا الجهاز وحجم الخدمات الذي أدتها. وهي ربما تكون واحدة من أوائل الجواسيس الذين زرعتهم إسرائيل في لبنان. كما أنها واحدة من أكثرهم تأثيرا نسبة إلى طبيعة العلاقات التي نسجتها داخل الطبقة الساسية اللبنانية.
أما ابنها إسحق لفنون (سفير إسرائيل في القاهرة من نوفمبر 2009 حتى ديسمبر 2011) فهو من مواليد لبنان وقد رحل مع أمه ووالده الذي سجن عند اعتقال شولا ثم أفرج عنه بعد ذلك بأيام.

## وفاتها
توفيت يوم 21 مايو 2017 في القدس عن عمر يناهز 100 سنة.

## روابط خارجية
- «لؤلؤة الموساد» اللبنانية : والدة سفير إسرائيل الجديد في مصر
- شولا كوهين ، الجزيرة وثائقي.